# Ткиспири
Ткиспири (груз. ტყისპირი, азерб. Boğaz kəsən) — село в подчинении сельской административно-территориальной единицы Амамло, Дманисского муниципалитета, края Квемо-Картли республики Грузия с 100%-ным азербайджанским населением. Находится в юго-восточной части Грузии, на территории исторической области Борчалы.

## История
Название села упоминается в документах 1926 года, во время переписи населения региона. До 9 ноября 1959 года село называлось Богазкесен (азерб. «Boğazkəsən»).

### Топоним
Топоним села Ткиспири (азерб. «Meşəağzı») в переводе с азербайджанского языка на русский язык означает «У леса». Грузинское название села также является переводом азербайджанского варианта.

## География
Село расположено на правом берегу реки Амамло, в 14 км от районного центра Дманиси, на высоте 1320 метров от уровня моря.
Граничит с городом Дманиси, селами Безакло, Амамло, Сакире, Гора, Мтисдзири, Земо-Орозмани, Квемо-Орозмани, Ваке, Пантиани, Земо-Безакло, Гугути, Далари, Гантиади, Джавахи, Ангревани, Тнуси, Камарло, Шахмарло, Иакубло, Сафарло (Лаклакашени) и Мамишло (Вардзагара) Дманисского Муниципалитета.

## Население
По данным Государственного статистического комитета Грузии, согласно официальной переписи 2002 года, численность населения села Ткиспири составляет 53 человека и на 100% состоит из азербайджанцев.

## Экономика
Население в основном занимается овцеводством, скотоводством и овощеводством.

## Достопримечательности
- Средняя школа